# Каудюм
Каудюм (нід. Koudum) — село в нідерландській провінції Фрисландія. Входить до муніципалітету Південно-Західна Фрисландія.
Його площа становить 16,75км², а населення станом на 2021 рік складало 2 660 осіб.
Перша згадка про населений пункт датується 855 роком.

## Галерея

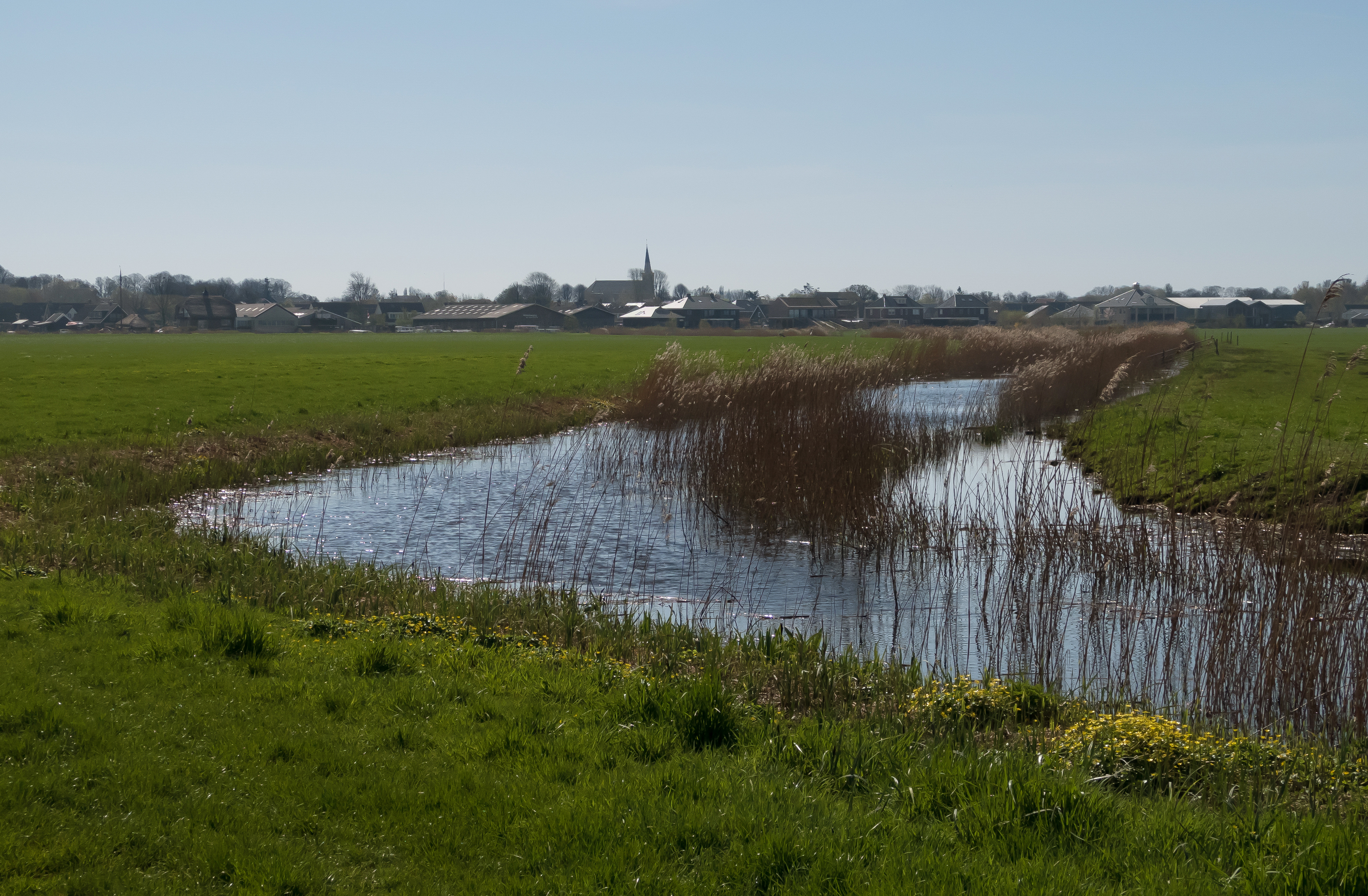
Панорама Каудюма
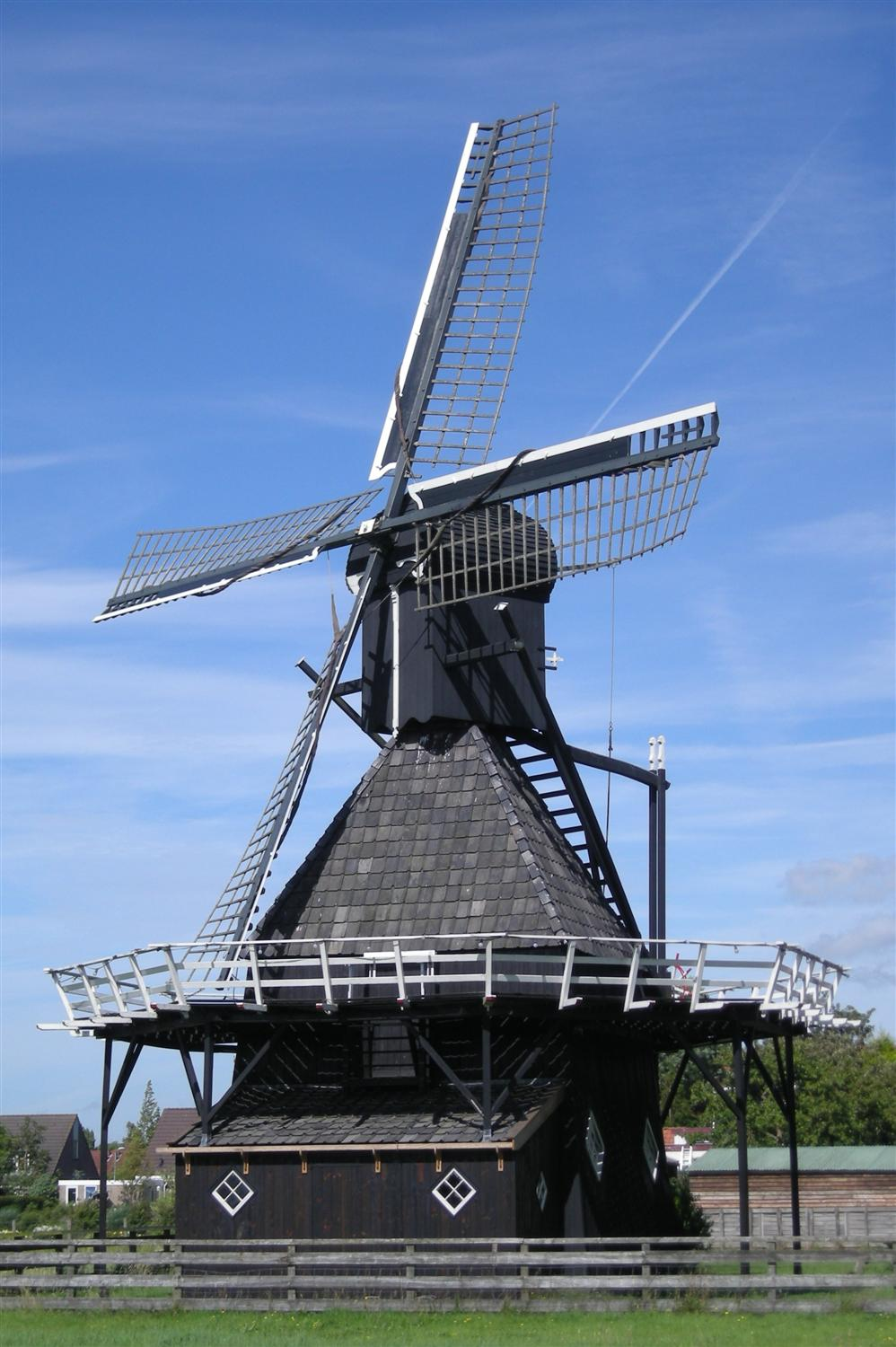
Вітряк De Vlijt
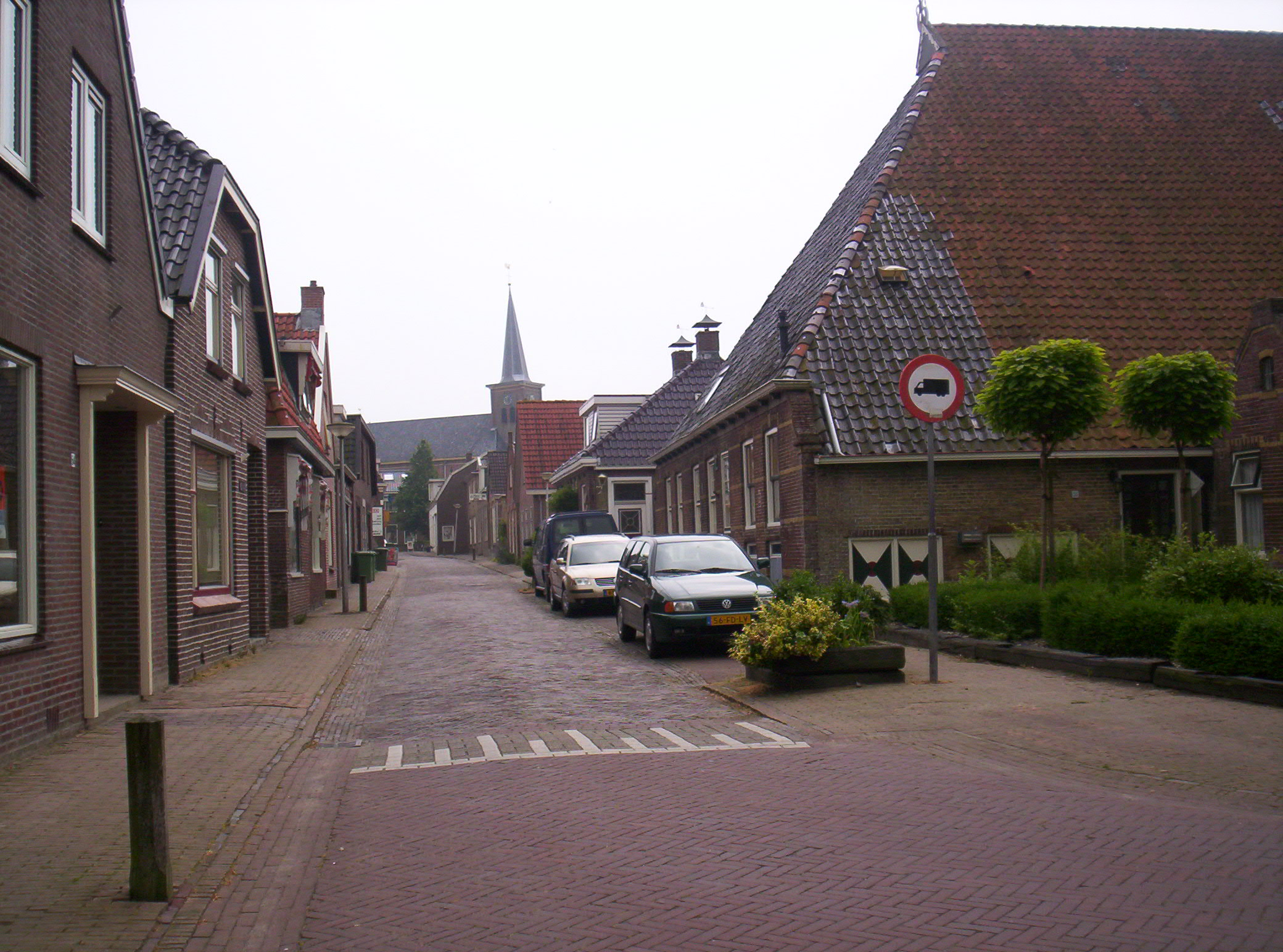
Сільська вулиця
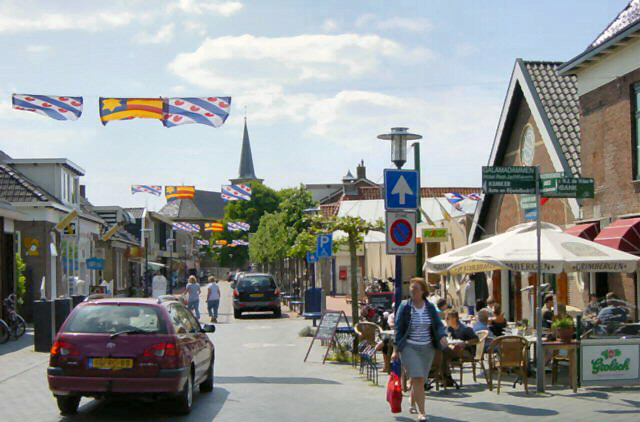
Центр Каудюма